# Luisenthal
Luisenthal är en kommun och ort i Landkreis Gotha i förbundslandet Thüringen i Tyskland.
Kommunen ingår i förvaltningsområdet Ohrdruf tillsammans med staden Ohrdruf.